# Udinese Calcio 2012-2013
Questa voce raccoglie le informazioni riguardanti l'Udinese Calcio nelle competizioni ufficiali della stagione 2012-2013.

## Stagione
Il mercato estivo vede le cessioni di Samir Handanovič, Mauricio Isla e Kwadwo Asamoah. Vengono invece acquistati Maicosuel e Willians. Nell'agosto 2012 la formazione partecipa, per il secondo anno di fila, ai play-off di Champions League. La partita di andata contro i portoghesi del Braga finisce 1-1, come anche il ritorno: i friulani cedono poi ai rigori, per l'errore di Maicosuel. In campionato viene confermato l'avvio difficile: l'Udinese perde sia contro Fiorentina che Juventus, ritrovandosi senza punti alla sosta di settembre (davanti, soltanto, alle penalizzate Atalanta e Siena). Alla ripresa, i bianconeri pareggiano contro i toscani facendosi rimontare sul 2-2: finisce invece 1-1 il debutto nella fase a gruppi di Europa League. Seguono un 2-1 sul Milan (prima vittoria stagionale), gli 0-0 con Torino e Genoa, il 3-2 in casa del Liverpool in coppa e il 2-1 subìto ad opera del Napoli.. La squadra torna alla vittoria contro il Pescara, ma in Europa subisce una sconfitta. I 2 k.o. seguenti portano all'eliminazione anticipata. La reazione, in campionato, porta a terminare il girone di andata nella parte sinistra della classifica, con 27 punti. Nel girone di ritorno, i friulani prendono a risalire la china: un finale con 8 vittorie consecutive (record della squadra in Campionato) vale il quinto posto, con la qualificazione per l'Europa League.
La partita casalinga contro l’Atalanta vinta per 2-1, sarà l’ultima disputata al “Friuli” prima dell’inizio dei lavori di ristrutturazione iniziati il 5 giugno. Successivamente, l’impianto è stato completamente rinnovato e ribattezzato Dacia Arena, con l’inaugurazione ufficiale avvenuta il 17 gennaio 2016.

## Divise e sponsor
| Casa | Trasferta | Terza divisa |

## Organigramma societario
Area direttiva
- Presidente: Franco Soldati
- Presidente onorario: Giampaolo Pozzo
- Direttore Sportivo: Fabrizio Larini
- Direttore Generale: Franco Collavino
- Responsabile amministrazione/Finanza e controllo: Alberto Rigotto

Area organizzativa
- Team Manager: Luigi Infurna
- Segreteria: Daniela Baracetti

Area marketing
- Ufficio marketing: HS01 srl
- Responsabile marketing: Massimiliano Ferrigno

Area comunicazione
- Ufficio stampa e comunicazioni: Mattia Pertoldi e Gabriele Bruni

Area tecnica
- Allenatore: Francesco Guidolin
- Allenatori in seconda: Diego Bortoluzzi, Fabio Viviani
- Preparatore atletico: Claudio Bordon, Paolo Artico, Adelio Diamante
- Preparatore dei portieri: Lorenzo Di Iorio

Area sanitaria
- Responsabile sanitario: Claudio Rigo
- Medici sociali: Fabio Tenore, Vittorino Testa
- Fisioterapisti: Marco Patat, Alessio Lovisetto, Michele Turloni, Roberto Cobos Vargas, Mauro Favret
- Podologo: Sonia De Simon
- Nutrizionista: Sara Fabris
- Psicologo: Mauro Gatti

## Rosa
| N. |                      | Ruolo | Calciatore                       |
| -- | -------------------- | ----- | -------------------------------- |
| 1  | Serbia (bandiera)    | P     | Željko Brkić                     |
| 3  | Brasile (bandiera)   | C     | Allan                            |
| 4  | Italia (bandiera)    | D     | Gabriele Angella                 |
| 5  | Brasile (bandiera)   | D     | Danilo                           |
| 6  | Italia (bandiera)    | C     | Davide Faraoni                   |
| 7  | Ghana (bandiera)     | C     | Emmanuel Agyemang-Badu           |
| 8  | Serbia (bandiera)    | D     | Dušan Basta                      |
| 9  | Brasile (bandiera)   | A     | Paulo Vitor Barreto              |
| 10 | Italia (bandiera)    | A     | Antonio Di Natale (capitano)     |
| 11 | Italia (bandiera)    | D     | Maurizio Domizzi (vice capitano) |
| 13 | Svezia (bandiera)    | A     | Mathias Ranégie                  |
| 13 | Brasile (bandiera)   | D     | Neuton                           |
| 15 | Uruguay (bandiera)   | C     | Diego Martín Rodríguez           |
| 16 | Italia (bandiera)    | D     | Andrea Coda                      |
| 17 | Marocco (bandiera)   | D     | Mehdi Benatia                    |
| 18 | Italia (bandiera)    | C     | Cristian Battocchio              |
| 20 | Italia (bandiera)    | A     | Fernando Forestieri              |
| 21 | Italia (bandiera)    | C     | Andrea Lazzari                   |
| 22 | Venezuela (bandiera) | P     | Rafael Romo                      |
| 22 | Cile (bandiera)      | C     | Matías Campos                    |
| 24 | Colombia (bandiera)  | A     | Luis Muriel                      |
| 25 | Italia (bandiera)    | P     | Daniele Padelli                  |
| 26 | Italia (bandiera)    | D     | Giovanni Pasquale                |

| N. |                      | Ruolo | Calciatore          |
| -- | -------------------- | ----- | ------------------- |
| 27 | Colombia (bandiera)  | D     | Pablo Armero        |
| 31 | Italia (bandiera)    | A     | Diego Fabbrini      |
| 32 | Italia (bandiera)    | A     | Federico Gerardi    |
| 34 | Brasile (bandiera)   | D     | Gabriel Silva       |
| 37 | Argentina (bandiera) | C     | Roberto Pereyra     |
| 41 | Italia (bandiera)    | C     | Luca Baldassin      |
| 42 | Italia (bandiera)    | C     | Marco Piscopo       |
| 43 | Italia (bandiera)    | A     | Davide Marsura      |
| 49 | Italia (bandiera)    | C     | Max Reinthaler      |
| 52 | Kosovo (bandiera)    | C     | Alexander Merkel    |
| 66 | Italia (bandiera)    | C     | Giampiero Pinzi     |
| 75 | Francia (bandiera)   | D     | Thomas Heurtaux     |
| 77 | Brasile (bandiera)   | A     | Maicosuel           |
| 88 | Brasile (bandiera)   | C     | Willians            |
| 93 | Polonia (bandiera)   | P     | Wojciech Pawłowski  |
| 94 | Polonia (bandiera)   | C     | Piotr Zieliński     |
|    | Svezia (bandiera)    | D     | Joel Ekstrand       |
|    | Francia (bandiera)   | D     | Jean-Alain Fanchone |
|    | Italia (bandiera)    | C     | Andrea Mazzarani    |
|    | Spagna (bandiera)    | A     | Dioni               |
|    | Nigeria (bandiera)   | A     | Odion Ighalo        |
|    | Colombia (bandiera)  | D     | Ricardo Chará       |

## Calciomercato

### Sessione estiva (dal 1/07 al 31/08)
| Acquisti | Acquisti           | Acquisti       | Acquisti                 |
| R.       | Nome               | da             | Modalità                 |
| -------- | ------------------ | -------------- | ------------------------ |
| P        | Željko Brkić       | Siena          | fine prestito            |
| P        | Stole Dimitrievski | Rabotnički     | definitivo               |
| P        | Jan Koprivec       | Bari           | fine prestito            |
| P        | Daniele Padelli    | Sampdoria      | definitivo               |
| P        | Wojciech Pawłowski | Lechia Danzica | definitivo               |
| D        | Gabriel Silva      | Novara         | fine prestito            |
| D        | Gabriele Angella   | Reggina        | fine prestito            |
| D        | Marco Cassetti     |                | Svincolato               |
| D        | Ricardo Chará      | Empoli         | risoluzione comproprietà |
| D        | Davide Faraoni     | Inter          | comproprietà             |
| D        | Thomas Heurtaux    | Caen           | definitivo               |
| D        | Daniele Mori       | Empoli         | comproprietà             |
| C        | Allan              | Vasco da Gama  | definitivo               |
| C        | Juan Cuadrado      | Lecce          | fine prestito            |
| C        | Andrea Lazzari     | Fiorentina     | prestito                 |
| C        | Maicousel          | Botafogo       | definitivo               |
| C        | Andrea Mazzarani   | Novara         | fine prestito            |
| C        | Christian Obodo    | Lecce          | fine prestito            |
| C        | Willians           | Flamengo       | definitivo               |
| A        | Steve Leo Beleck   | AEK Atene      | fine prestito            |
| A        | Luis Muriel        | Lecce          | fine prestito            |
| A        | Cristian Pasquato  | Juventus       | comproprietà             |
| A        | Mathias Ranégie    | Malmö FF       | definitivo               |

| Cessioni | Cessioni             | Cessioni      | Cessioni                 |
| R.       | Nome                 | a             | Modalità                 |
| -------- | -------------------- | ------------- | ------------------------ |
| P        | Stole Dimitrievski   | Cadice        | prestito                 |
| P        | Samir Handanovič     | Inter         | definitivo               |
| P        | Jan Koprivec         | Perugia       | comproprietà             |
| P        | Daniele Padelli      | Sampdoria     | fine prestito            |
| P        | Rafael Romo          | Mineros       | prestito                 |
| D        | Marco Cassetti       | Watford       | prestito                 |
| D        | Joel Ekstrand        | Watford       | prestito                 |
| D        | Jean-Alain Fanchone  | Watford       | prestito                 |
| D        | Damiano Ferronetti   |               | Svincolato               |
| D        | Massimo Gotti        | Ternana       | risoluzione comproprietà |
| D        | Jefferson            | Perugia       | prestito                 |
| D        | Rosario Licata       | Portogruaro   | prestito                 |
| D        | Antonio Marino       | Reggina       | risoluzione comproprietà |
| D        | Daniele Mori         | Empoli        | prestito                 |
| D        | Neuton               | Watford       | prestito                 |
| D        | Simone Sbardella     | Fano          | definitivo               |
| C        | Almen Abdi           | Watford       | prestito                 |
| C        | Kwadwo Asamoah       | Juventus      | definitivo               |
| C        | Cristian Battocchio  | Watford       | prestito                 |
| C        | Antonio Candreva     | Lazio         | prestito                 |
| C        | Juan Cuadrado        | Fiorentina    | prestito                 |
| C        | Gaetano D'Agostino   | Siena         | definitivo               |
| C        | Thierry Doubaï       | Sochaux       | risoluzione comproprietà |
| C        | Gelson Fernandes     | Saint-Étienne | fine prestito            |
| C        | Giovanni Formiconi   | Grosseto      | risoluzione comproprietà |
| C        | Mauricio Isla        | Juventus      | definitivo               |
| C        | Flavio Lazzari       | Empoli        | risoluzione comproprietà |
| C        | Michele Pazienza     | Juventus      | fine prestito            |
| C        | Abdoul Sissoko       | Brest         | prestito                 |
| C        | Juan Surraco         | Modena        | prestito                 |
| C        | Fernando Tissone     | Sampdoria     | definitivo               |
| A        | Fábio Ayres          | Perugia       | prestito                 |
| A        | Steve Leo Beleck     | Watford       | prestito                 |
| A        | Daniel Bradaschia    | Taranto       | risoluzione comproprietà |
| A        | Germán Denis         | Atalanta      | definitivo               |
| A        | Dioni                | Leganés       | prestito                 |
| A        | Antonio Floro Flores | Granada       | prestito                 |
| A        | Fernando Forestieri  | Watford       | prestito                 |
| A        | Alexandre Geijo      | Watford       | prestito                 |
| A        | Odion Ighalo         | Granada       | prestito                 |
| A        | Cristian Pasquato    | Bologna       | prestito                 |
| A        | Jaime Romero         | Granada       | prestito                 |
| A        | Gabriel Torje        | Granada       | prestito                 |
| A        | Matěj Vydra          | Watford       | prestito                 |

### Sessione invernale (dal 3/01 al 31/01)
| Acquisti | Acquisti               | Acquisti          | Acquisti      |
| R.       | Nome                   | da                | Modalità      |
| -------- | ---------------------- | ----------------- | ------------- |
| D        | Masahudu Alhassan      | Genoa             | comproprietà  |
| C        | Matías Campos          | Siena             | definitivo    |
| C        | Diego Martín Rodríguez | Defensor Sporting | prestito      |
| C        | Alexander Merkel       | Genoa             | comproprietà  |
| A        | Antonio Floro Flores   | Granada           | fine prestito |

| Cessioni | Cessioni             | Cessioni      | Cessioni     |
| R.       | Nome                 | a             | Modalità     |
| -------- | -------------------- | ------------- | ------------ |
| D        | Masahudu Alhassan    | Novara        | prestito     |
| D        | Andrea Coda          | Parma         | prestito     |
| C        | Pablo Armero         | Napoli        | prestito     |
| C        | Andrea Mazzarani     | Napoli        | comproprietà |
| C        | Willians             | Internacional | prestito     |
| A        | Paulo Vitor Barreto  | Torino        | comproprietà |
| A        | Diego Fabbrini       | Palermo       | prestito     |
| A        | Antonio Floro Flores | Genoa         | definitivo   |
| A        | Federico Gerardi     | Reggina       | comproprietà |
| A        | Miguel Medina        | Napoli        | comproprietà |

## Risultati

### Serie A

#### Girone di andata
| Arbitro: | Mazzoleni (Bergamo) |

|                    |           |               |
| Jovetić 67’, 90+1’ | Marcatori | 28’ Maicosuel |

| Arbitro: | Valeri (Roma 2) |

|             |           |                                                |
| Lazzari 78’ | Marcatori | 14’ (rig.) Vidal 45’ Vučinić 53’, 71’ Giovinco |

| Arbitro: | De Marco (Chiavari) |

|                                  |           |                       |
| Calaiò 70’ Zé Eduardo 77’ (rig.) | Marcatori | 3’ Basta 5’ Di Natale |

| Arbitro: | Celi (Bari) |

|                                  |           |                 |
| Ranégie 40’ Di Natale 68’ (rig.) | Marcatori | 54’ El Shaarawy |

| Torino 26 settembre 2012, ore 20:45 CEST 5ª giornata | Torino         | 0 – 0 referto | Udinese | Stadio Olimpico (12.232 spett.)\| Arbitro: \| Orsato (Schio) \| |
| Arbitro:                                             | Orsato (Schio) |               |         |                                                                 |

| Udine 30 settembre 2012, ore 12:30 CEST 6ª giornata | Udinese        | 0 – 0 referto | Genoa | Stadio Friuli (15.396 spett.)\| Arbitro: \| Romeo (Verona) \| |
| Arbitro:                                            | Romeo (Verona) |               |       |                                                               |

| Arbitro: | Doveri (Roma 1) |

|                         |           |           |
| Hamšík 30’ Pandev 45+1’ | Marcatori | 43’ Pinzi |

| Arbitro: | Giannoccaro (Lecce) |

|               |           |  |
| Maicosuel 53’ | Marcatori |  |

| Arbitro: | Massa (Imperia) |

|                 |           |                                       |
| Lamela 22’, 24’ | Marcatori | 32’ Domizzi 50’, 88’ (rig.) Di Natale |

| Arbitro: | Rocchi (Firenze) |

|                             |           |                     |
| Di Natale 29’ (rig.), 90+2’ | Marcatori | 62’ Castro 85’ Lodi |

| Arbitro: | Bergonzi (Genova) |

|              |           |               |
| Diamanti 46’ | Marcatori | 73’ Di Natale |

| Arbitro: | Doveri (Roma 1) |

|                                   |           |                    |
| Andreolli 38’ Paloschi 89’ (rig.) | Marcatori | 42’, 90+1’ Angella |

| Arbitro: | Russo (Nola) |

|                          |           |                              |
| Di Natale 9’ Pereyra 50’ | Marcatori | 46’ Marchionni 89’ Palladino |

| Arbitro: | Calvarese (Teramo) |

|                                     |           |  |
| González 17’ Klose 31’ Hernanes 59’ | Marcatori |  |

| Arbitro: | Tommasi (Bassano del Grappa) |

|                                                 |           |             |
| Pereyra 33’ Angella 39’ Danilo 48’ Pasquale 66’ | Marcatori | 80’ Dessena |

| Arbitro: | Gervasoni (Mantova) |

|  |           |                          |
|  | Marcatori | 17’ Danilo 28’ Di Natale |

| Arbitro: | Peruzzo (Schio) |

|               |           |            |
| Di Natale 89’ | Marcatori | 33’ Iličič |

| Arbitro: | Guida (Torre Annunziata) |

|                  |           |            |
| Denis 40’ (rig.) | Marcatori | 33’ Muriel |

| Arbitro: | Giannoccaro (Lecce) |

|                               |           |  |
| Di Natale 64’, 79’ Muriel 75’ | Marcatori |  |

#### Girone di ritorno
| Arbitro: | Romeo (Verona) |

|                                        |           |                  |
| Di Natale 45+2’ (rig.), 66’ Muriel 67’ | Marcatori | 20’ (aut.) Brkić |

| Arbitro: | Banti (Livorno) |

|                                      |           |  |
| Pogba 41’, 66’ Vučinić 72’ Matri 80’ | Marcatori |  |

| Arbitro: | Peruzzo (Schio) |

|            |           |  |
| Muriel 36’ | Marcatori |  |

| Arbitro: | Valeri (Roma 2) |

|                             |           |           |
| Balotelli 25’, 90+4’ (rig.) | Marcatori | 55’ Pinzi |

| Arbitro: | Calvarese (Teramo) |

|            |           |  |
| Pereyra 7’ | Marcatori |  |

| Arbitro: | Doveri (Roma 1) |

|           |           |  |
| Kucka 31’ | Marcatori |  |

| Udine 25 febbraio 2013, ore 19:00 CET 26ª giornata | Udinese           | 0 – 0 referto | Napoli | Stadio Friuli (16.000 spett.)\| Arbitro: \| Damato (Barletta) \| |
| Arbitro:                                           | Damato (Barletta) |               |        |                                                                  |

| Arbitro: | Russo (Nola) |

|  |           |              |
|  | Marcatori | 7’ Di Natale |

| Arbitro: | Guida (Torre Annunziata) |

|            |           |            |
| Muriel 62’ | Marcatori | 20’ Lamela |

| Arbitro: | De Marco (Chiavari) |

|                         |           |            |
| Gómez 49’, 67’ Lodi 71’ | Marcatori | 81’ Muriel |

| Udine 30 marzo 2013, ore 15:00 CET 30ª giornata | Udinese              | 0 – 0 referto | Bologna | Stadio Friuli (9.600 spett.)\| Arbitro: \| Giacomelli (Trieste) \| |
| Arbitro:                                        | Giacomelli (Trieste) |               |         |                                                                    |

| Arbitro: | Damato (Barletta) |

|                                |           |          |
| Di Natale 20’, 25’ Benatia 85’ | Marcatori | 35’ Papp |

| Arbitro: | Merchiori (Ferrara) |

|  |           |                             |
|  | Marcatori | 12’, 43’ Muriel 62’ Pereyra |

| Arbitro: | Guida (Torre Annunziata) |

|               |           |  |
| Di Natale 19’ | Marcatori |  |

| Arbitro: | Rocchi (Firenze) |

|  |           |             |
|  | Marcatori | 57’ Pereyra |

| Arbitro: | Tagliavento (Terni) |

|                               |           |          |
| Di Natale 29’, 52’ Muriel 87’ | Marcatori | 34’ Eder |

| Arbitro: | Giannoccaro (Lecce) |

|                                  |           |                                   |
| Miccoli 34’ (rig.) Hernández 81’ | Marcatori | 9’ Muriel 64’ Angella 83’ Benatia |

| Arbitro: | Rizzoli (Bologna) |

|                    |           |             |
| Di Natale 42’, 52’ | Marcatori | 10’ De Luca |

| Arbitro: | Mazzoleni (Bergamo) |

|                     |           |                                                                 |
| Juan 12’ Rocchi 63’ | Marcatori | 1’ Pinzi 10’ Domizzi 40’ Di Natale 52’ Gabriel Silva 66’ Muriel |

### Coppa Italia

#### Fase finale
| Arbitro: | Calvarese (Teramo) |

|  |           |                  |
|  | Marcatori | 36’ Borja Valero |

### UEFA Champions League

#### Qualificazioni
| Arbitro: | Stark |

|             |           |           |
| Ismaily 68’ | Marcatori | 23’ Basta |

| Arbitro: | Kuipers |

|                                          |                      |                                             |
| Armero 25’                               | Marcatori            | 72’ Rúben Micael                            |
| Domizzi Pinzi Maicosuel Armero Di Natale | Tiri di rigore 4 – 5 | Lima Custódio Éder Paulo César Rúben Micael |

### UEFA Europa League

#### Fase a gironi
| Arbitro: | Göçek |

|                 |           |                    |
| Di Natale 90+2’ | Marcatori | 45’ (aut.) Padelli |

| Arbitro: | Johannesson |

|                        |           |                                              |
| Shelvey 23’ Suárez 75’ | Marcatori | 46’ Di Natale 70’ (aut.) Coates 72’ Pasquale |

| Arbitro: | Turpin |

|                               |           |          |
| Bobadilla 4’, 71’, 81’ (rig.) | Marcatori | 74’ Coda |

| Arbitro: | Tohver |

|                            |           |                                        |
| Di Natale 47’ Fabbrini 83’ | Marcatori | 27’ Bobadilla 65’ Farnerud 73’ Nuzzolo |

| Arbitro: | Gumienny |

|                     |           |  |
| Samba 72’ Eto'o 75’ | Marcatori |  |

| Arbitro: | Gomes |

|  |           |               |
|  | Marcatori | 23’ Henderson |

## Statistiche
Statistiche aggiornate al 20 maggio 2013

### Statistiche di squadra
| Competizione     | Punti | In casa | In casa | In casa | In casa | In casa | In casa | In trasferta | In trasferta | In trasferta | In trasferta | In trasferta | In trasferta | Totale | Totale | Totale | Totale | Totale | Totale | DR  |
| Competizione     | Punti | G       | V       | N       | P       | Gf      | Gs      | G            | V            | N            | P            | Gf           | Gs           | G      | V      | N      | P      | Gf     | Gs     | DR  |
| ---------------- | ----- | ------- | ------- | ------- | ------- | ------- | ------- | ------------ | ------------ | ------------ | ------------ | ------------ | ------------ | ------ | ------ | ------ | ------ | ------ | ------ | --- |
| Serie A          | 66    | 19      | 11      | 7       | 1       | 31      | 16      | 19           | 7            | 5            | 7            | 28           | 29           | 38     | 18     | 12     | 8      | 59     | 45     | +14 |
| Coppa Italia     | -     | 1       | 0       | 0       | 1       | 0       | 1       | 0            | 0            | 0            | 0            | 0            | 0            | 1      | 0      | 0      | 1      | 0      | 1      | -1  |
| Champions League | -     | 1       | 0       | 1       | 0       | 1       | 1       | 1            | 0            | 1            | 0            | 1            | 1            | 2      | 0      | 2      | 0      | 2      | 2      | 0   |
| Europa League    | -     | 3       | 0       | 1       | 2       | 3       | 5       | 3            | 1            | 0            | 2            | 4            | 7            | 6      | 1      | 1      | 4      | 7      | 12     | -5  |
| Totale           | -     | 24      | 11      | 9       | 4       | 35      | 23      | 23           | 8            | 6            | 9            | 33           | 37           | 47     | 19     | 15     | 13     | 68     | 60     | +8  |

### Andamento in campionato
| Giornata  | 1  | 2  | 3  | 4  | 5  | 6  | 7  | 8  | 9 | 10 | 11 | 12 | 13 | 14 | 15 | 16 | 17 | 18 | 19 | 20 | 21 | 22 | 23 | 24 | 25 | 26 | 27 | 28 | 29 | 30 | 31 | 32 | 33 | 34 | 35 | 36 | 37 | 38 |
| --------- | -- | -- | -- | -- | -- | -- | -- | -- | - | -- | -- | -- | -- | -- | -- | -- | -- | -- | -- | -- | -- | -- | -- | -- | -- | -- | -- | -- | -- | -- | -- | -- | -- | -- | -- | -- | -- | -- |
| Luogo     | T  | C  | T  | C  | T  | C  | T  | C  | T | C  | T  | T  | C  | T  | C  | T  | C  | T  | C  | C  | T  | C  | T  | C  | T  | C  | T  | C  | T  | C  | C  | T  | C  | T  | C  | T  | C  | T  |
| Risultato | P  | P  | N  | V  | N  | N  | P  | V  | V | N  | N  | N  | N  | P  | V  | V  | N  | N  | V  | V  | P  | V  | P  | V  | P  | N  | V  | N  | P  | N  | V  | V  | V  | V  | V  | V  | V  | V  |
| Posizione | 13 | 17 | 18 | 14 | 15 | 17 | 16 | 13 | 8 | 10 | 11 | 11 | 10 | 14 | 10 | 9  | 9  | 10 | 9  | 8  | 10 | 9  | 9  | 7  | 9  | 9  | 9  | 9  | 9  | 9  | 9  | 8  | 7  | 6  | 6  | 5  | 5  | 5  |

Legenda:

Luogo: C = Casa; T = Trasferta. Risultato: V = Vittoria; N = Pareggio; P = Sconfitta.

### Statistiche dei giocatori
Statistiche aggiornate al 10 maggio 2013
| Giocatore     | Serie A  | Serie A | Serie A     | Serie A    | Coppa Italia | Coppa Italia | Coppa Italia | Coppa Italia | Champions League | Champions League | Champions League | Champions League | Europa League | Europa League | Europa League | Europa League | Totale   | Totale | Totale      | Totale     |
| Giocatore     | Presenze | Reti    | Ammonizioni | Espulsioni | Presenze     | Reti         | Ammonizioni  | Espulsioni   | Presenze         | Reti             | Ammonizioni      | Espulsioni       | Presenze      | Reti          | Ammonizioni   | Espulsioni    | Presenze | Reti   | Ammonizioni | Espulsioni |
| ------------- | -------- | ------- | ----------- | ---------- | ------------ | ------------ | ------------ | ------------ | ---------------- | ---------------- | ---------------- | ---------------- | ------------- | ------------- | ------------- | ------------- | -------- | ------ | ----------- | ---------- |
| Allan         | 36       | 0       | 7           | 0          | 1            | 0            | 0            | 0            | -                | -                | -                | -                | -             | -             | -             | -             | 37       | 0      | 7           | 0          |
| G. Angella    | 14       | 4       | 4           | 0          | 1            | 0            | 0            | 0            | -                | -                | -                | -                | -             | -             | -             | -             | 15       | 4      | 4           | 0          |
| P. Armero     | 10       | 0       | 2           | 0          | -            | -            | -            | -            | 2                | 1                | 0                | 0                | 6             | 0             | 1             | 0             | 18       | 1      | 3           | 0          |
| E. Badu       | 25       | 0       | 2           | 0          | -            | -            | -            | -            | 2                | 0                | 0                | 0                | 5             | 0             | 1             | 0             | 32       | 0      | 3           | 0          |
| P. Barreto    | 4        | 0       | 0           | 0          | -            | -            | -            | -            | -                | -                | -                | -                | -             | -             | -             | -             | 4        | 0      | 0           | 0          |
| D. Basta      | 28       | 1       | 2           | 0          | 1            | 0            | 0            | 0            | 2                | 1                | 0                | 0                | 3             | 0             | 0             | 0             | 34       | 2      | 2           | 0          |
| C. Battocchio | 1        | 0       | 0           | 0          | -            | -            | -            | -            | -                | -                | -                | -                | -             | -             | -             | -             | 1        | 0      | 0           | 0          |
| M. Benatia    | 19       | 2       | 5           | 0          | -            | -            | -            | -            | 2                | 0                | 1                | 0                | 4             | 0             | 2             | 0             | 25       | 2      | 8           | 0          |
| F. Berra      | -        | -       | -           | -          | -            | -            | -            | -            | -                | -                | -                | -                | -             | -             | -             | -             | -        | -      | -           | -          |
| Ž. Brkić      | 31       | -32     | 1           | 1          | -            | -            | -            | -            | 2                | -2               | 0                | 0                | 4             | -10           | 0             | 0             | 37       | -44    | 1           | 1          |
| M. Campos     | 4        | 0       | 0           | 0          | -            | -            | -            | -            | -                | -                | -                | -                | -             | -             | -             | -             | 4        | 0      | 0           | 0          |
| A. Coda       | 11       | 0       | 3           | 0          | -            | -            | -            | -            | -                | -                | -                | -                | 2             | 1             | 1             | 0             | 13       | 1      | 4           | 0          |
| Danilo        | 32       | 2       | 12          | 2          | 1            | 0            | 0            | 0            | 2                | 0                | 1                | 0                | 6             | 0             | 1             | 0             | 41       | 2      | 14          | 2          |
| A. Di Natale  | 33       | 23      | 5           | 0          | 1            | 0            | 0            | 0            | 2                | 0                | 2                | 0                | 6             | 3             | 1             | 0             | 42       | 26     | 8           | 0          |
| M. Domizzi    | 30       | 2       | 12          | 0          | -            | -            | -            | -            | 2                | 0                | 1                | 0                | 5             | 0             | 2             | 0             | 37       | 2      | 15          | 0          |
| J. Ekstrand   | -        | -       | -           | -          | -            | -            | -            | -            | -                | -                | -                | -                | -             | -             | -             | -             | -        | -      | -           | -          |
| D. Fabbrini   | 8        | 0       | 1           | 0          | 1            | 0            | 0            | 0            | 2                | 0                | 0                | 0                | 3             | 1             | 1             | 0             | 14       | 1      | 2           | 0          |
| J. Fanchone   | -        | -       | -           | -          | -            | -            | -            | -            | -                | -                | -                | -                | -             | -             | -             | -             | -        | -      | -           | -          |
| D. Faraoni    | 11       | 0       | 1           | 0          | -            | -            | -            | -            | -                | -                | -                | -                | 6             | 0             | 2             | 0             | 17       | 0      | 3           | 0          |
| A. Favaro     | -        | -       | -           | -          | -            | -            | -            | -            | -                | -                | -                | -                | -             | -             | -             | -             | -        | -      | -           | -          |
| Gabriel Silva | 18       | 1       | 1           | 0          | 1            | 0            | 0            | 0            | -                | -                | -                | -                | -             | -             | -             | -             | 19       | 1      | 1           | 0          |
| T. Heurtaux   | 17       | 0       | 3           | 2          | 1            | 0            | 0            | 0            | -                | -                | -                | -                | 1             | 0             | 0             | 0             | 19       | 0      | 3           | 2          |
| O. Ighalo     | -        | -       | -           | -          | -            | -            | -            | -            | -                | -                | -                | -                | -             | -             | -             | -             | -        | -      | -           | -          |
| A. Lazzari    | 24       | 1       | 7           | 1          | 1            | 0            | 1            | 0            | -                | -                | -                | -                | 5             | 0             | 0             | 0             | 30       | 1      | 8           | 1          |
| Maicosuel     | 20       | 2       | 4           | 0          | 1            | 0            | 0            | 0            | 2                | 0                | 0                | 0                | -             | -             | -             | -             | 23       | 2      | 4           | 0          |
| D. Marsura    | -        | -       | -           | -          | -            | -            | -            | -            | -                | -                | -                | -                | -             | -             | -             | -             | -        | -      | -           | -          |
| A. Mazzarani  | -        | -       | -           | -          | -            | -            | -            | -            | -                | -                | -                | -                | -             | -             | -             | -             | -        | -      | -           | -          |
| A. Merkel     | 5        | 0       | 0           | 0          | -            | -            | -            | -            | -                | -                | -                | -                | -             | -             | -             | -             | 5        | 0      | 0           | 0          |
| L. Muriel     | 22       | 11      | 5           | 0          | 1            | 0            | 0            | 0            | -                | -                | -                | -                | -             | -             | -             | -             | 23       | 11     | 5           | 0          |
| Neuton        | -        | -       | -           | -          | -            | -            | -            | -            | -                | -                | -                | -                | -             | -             | -             | -             | -        | -      | -           | -          |
| D. Padelli    | 9        | -13     | 0           | 0          | 1            | -1           | 0            | 0            | -                | -                | -                | -                | 2             | -2            | 0             | 0             | 12       | -16    | 0           | 0          |
| G. Pasquale   | 18       | 1       | 1           | 0          | -            | -            | -            | -            | 2                | 0                | 0                | 0                | 3             | 1             | 2             | 1             | 23       | 2      | 3           | 1          |
| W. Pawłowski  | -        | -       | -           | -          | -            | -            | -            | -            | -                | -                | -                | -                | -             | -             | -             | -             | -        | -      | -           | -          |
| R. Pereyra    | 37       | 5       | 2           | 0          | 1            | 0            | 1            | 0            | 2                | 0                | 0                | 0                | 6             | 0             | 1             | 0             | 46       | 5      | 4           | 0          |
| G. Pinzi      | 19       | 3       | 9           | 0          | 1            | 0            | 1            | 0            | 2                | 0                | 2                | 0                | 3             | 0             | 1             | 0             | 25       | 3      | 13          | 0          |
| M. Piscopo    | -        | -       | -           | -          | -            | -            | -            | -            | -                | -                | -                | -                | -             | -             | -             | -             | -        | -      | -           | -          |
| M. Ranégie    | 19       | 1       | 1           | 0          | -            | -            | -            | -            | -                | -                | -                | -                | 6             | 0             | 0             | 0             | 25       | 1      | 1           | 0          |
| M. Reinthaler | -        | -       | -           | -          | -            | -            | -            | -            | -                | -                | -                | -                | 1             | 0             | 0             | 0             | 1        | 0      | 0           | 0          |
| D. Rodríguez  | 1        | 0       | 0           | 0          | -            | -            | -            | -            | -                | -                | -                | -                | -             | -             | -             | -             | 1        | 0      | 0           | 0          |
| R. Romo       | -        | -       | -           | -          | -            | -            | -            | -            | -                | -                | -                | -                | -             | -             | -             | -             | -        | -      | -           | -          |
| S. Scuffet    | -        | -       | -           | -          | -            | -            | -            | -            | -                | -                | -                | -                | -             | -             | -             | -             | -        | -      | -           | -          |
| T. Siku       | -        | -       | -           | -          | -            | -            | -            | -            | -                | -                | -                | -                | -             | -             | -             | -             | -        | -      | -           | -          |
| Willians      | 5        | 0       | 0           | 0          | -            | -            | -            | -            | 2                | 0                | 0                | 0                | 5             | 0             | 3             | 1             | 12       | 0      | 3           | 1          |
| P. Zieliński  | 8        | 0       | 1           | 0          | -            | -            | -            | -            | -                | -                | -                | -                | -             | -             | -             | -             | 8        | 0      | 1           | 0          |

## Giovanili

### Organigramma societario
Area direttiva
- Responsabile settore giovanile: Angelo Trevisan

Area tecnica - Primavera
- Allenatore: Luca Matiussi
- Preparatore portieri: Alex Brunner

### Piazzamenti
- Primavera:
  - Campionato: 10º posto
  - Coppa Italia: Secondo turno eliminatorio
- Allievi Nazionali:
  - Campionato:9º posto
- Giovanissimi Nazionali:
  - Campionato:5º posto
- Giovanissimi Regionali:
  - Campionato: